# حميد ناصر خوجة
حميد ناصر خوجة (ولد 25 يناير 1953 وتوفي 16 سبتمبر 2016) كاتب وشاعر وأكاديمي جزائري.

## مسيرته
تلقّى حميد ناصر خوجة تعليمه الابتدائي والثانوي والعالي (المدرسة الوطنية للإدارة) في الجزائر العاصمة. بعد أن مارس العديد من المسؤوليات داخل الإدارة المحلية، أعاد توجيه نفسه وبدأ في دراسة الآداب الحديثة في جامعة السوربون، ثم في جامعة مونبلييه 3 حيث أنجز بحث شهادة الدراسات المعمقة، ثم أطروحته عن النقد الفني لجان سيناك. بعد حصوله على أطروحته في الأدب المقارن (ناقشها عام 2005 تحت إشراف البروفيسور جاي دوغاس)، قام بالتدريس في قسم اللغة بجامعة الجلفة، حيث كان على رأس معهد الأدب واللغات. يكتب ناصر خوجة الشعر، وهو مرتبط بشكل خاص بتحرير وتحليل أعمال الكاتب جان سيناك.

## أعماله
اهتم ناصر خوجة بأعمال الكاتب الجزائري جان سيناك، حيث خصص له الكثير من إصداراته التي من بينها "موسوعة الشعر الجزائري الجديد"، التي ساهم في إنجازها إلى جانب كل من الراحلين يوسف سبتي وحميد سكيف وآخرين.
وقام أيضا سنة 1999 بجمع كل دواوين سيناك في مجلد واحد، كما قام قدّم أعمالا أخرى كثيرة من بينها مؤلف بعنوان "ألبير كامو - جان سيناك أو الابن المتمرد"، إلى جانب إسهاماته النقدية في الصحافة وخلال الملتقيات الجامعية.

## وفاته
توفي حميد ناصر خوجة ليلة 16 سبتمبر 2016 في الجلفة إثر مرض عضال، ودُفن بمقبرة الخضراء بالجلفة.